# Ceratoxanthis argenteomixtana
Ceratoxanthis argenteomixtana är en fjärilsart som beskrevs av Otto Staudinger 1871. Ceratoxanthis argenteomixtana ingår i släktet Ceratoxanthis och familjen vecklare. Inga underarter finns listade i Catalogue of Life.